# Las Tablas (distrito)
Las Tablas é um distrito da província de Los Santos, Panamá. Possui uma área de 698,40 km² e uma população de 24.298 habitantes (censo 2000), perfazendo uma densidade demográfica de 34,79 hab./km². Sua capital é a cidade de Las Tablas.